# MicroVAX
La MicroVAX fue una familia de miniordenadores de bajo coste desarrollada y fabricada por Digital Equipment Corporation (DEC).
El primer modelo, el MicroVAX I, fue anunciado en octubre de 1983 y lanzado a finales de 1984.
 Usaban procesadores que implementaban la arquitectura de conjunto de instrucciones (ISA) VAX y fueron sucedidos por el VAX 4000.

## MicroVAX I
El MicroVAX I, nombre en clave "Seahorse", fue lanzado en octubre de 1984 y fue uno de los primeros ordenadores VAX en usar la tecnología (VLSI) (very-large-scale integration: Integración de muy alta escala).
El módulo CPU KA610 (también conocido como KD32) contenía dos chips a medida que implementaban la ULA y la FPU mientras que chips de TTL se empleaban para el resto. Se soportaban dos variantes de los chips de coma flotante, que se diferenciaban por el tipo de instrucciones de coma flotante: F y G, o F y D.

## MicroVAX II

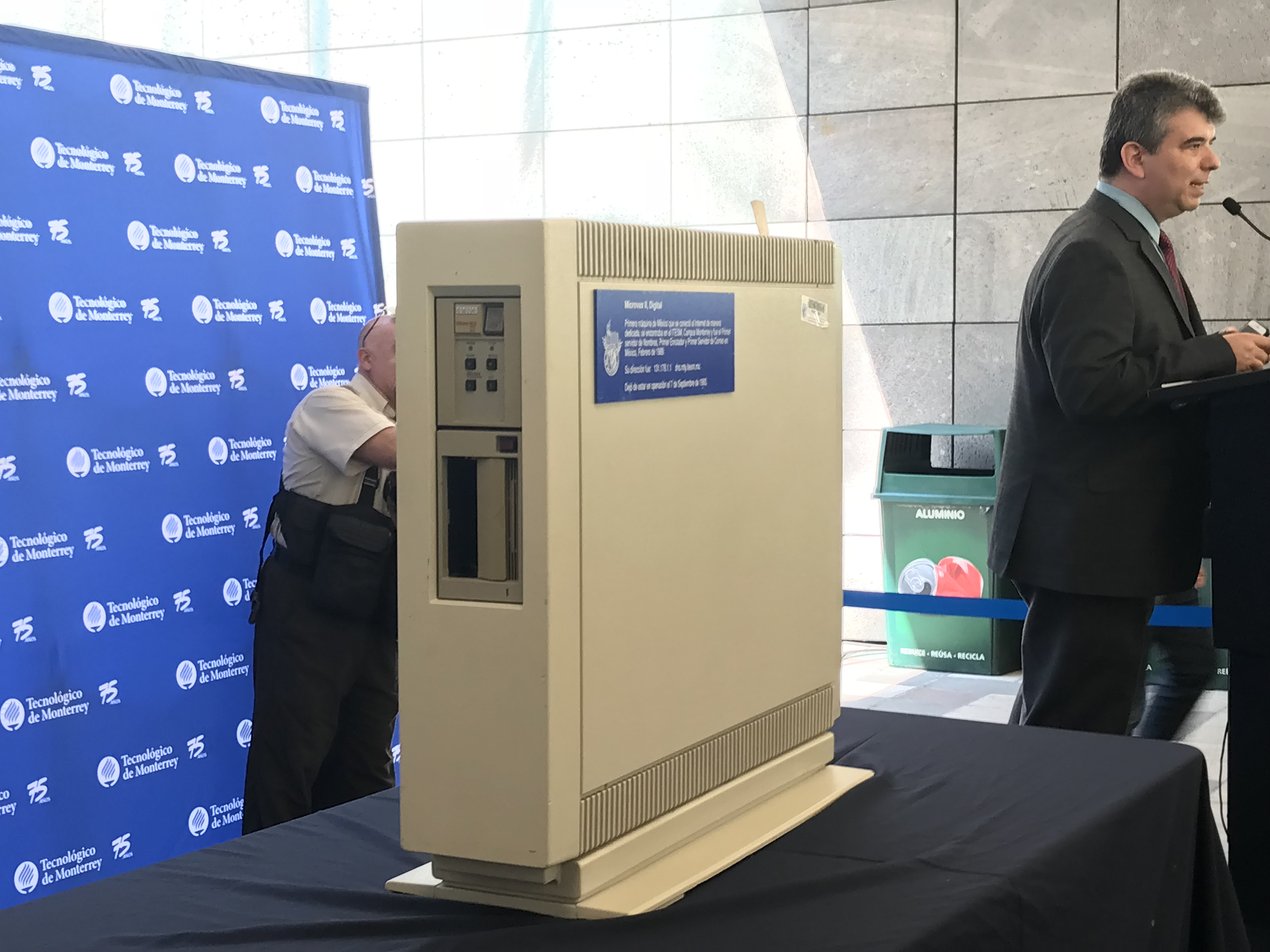
MicroVAX II.

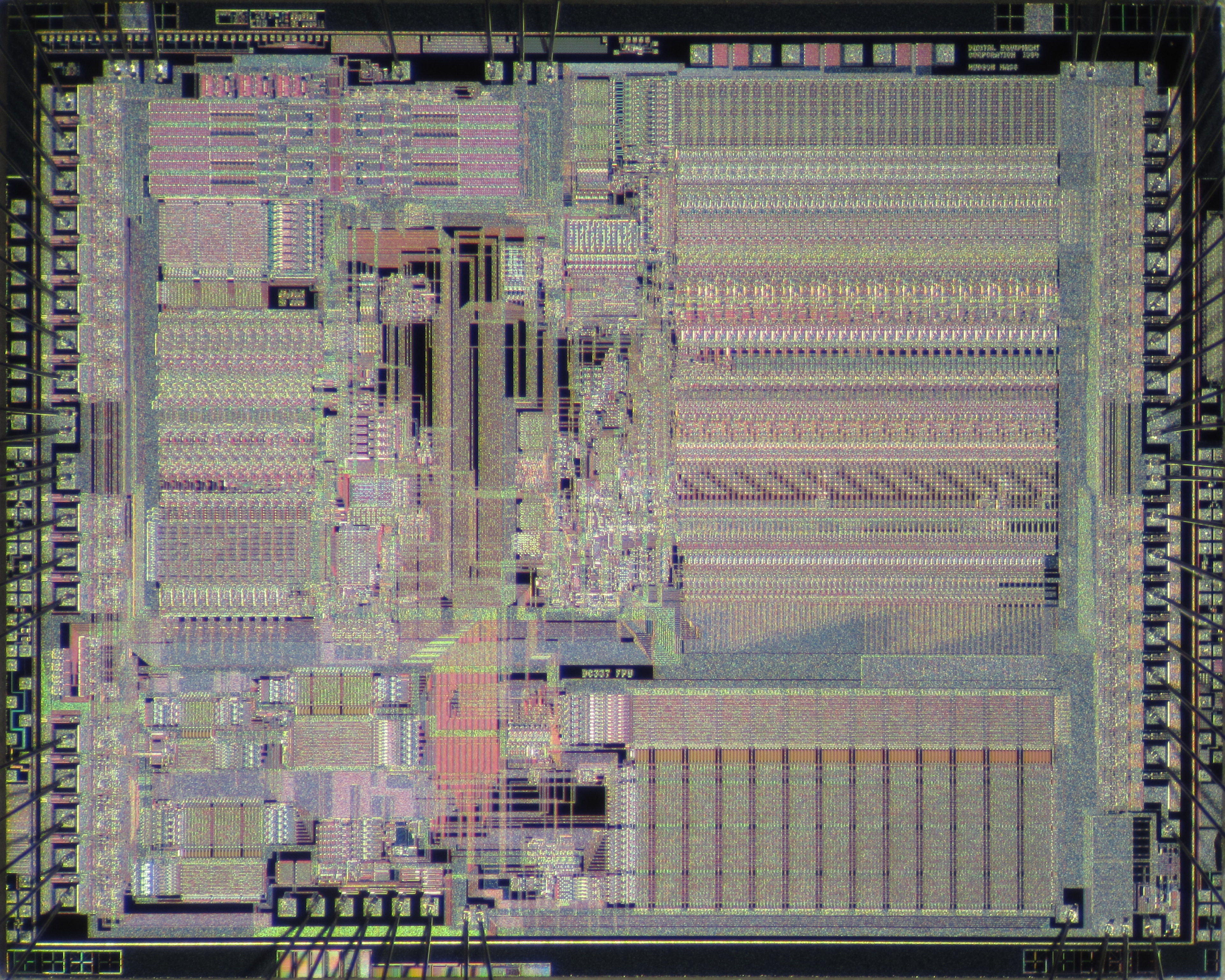
DEC MicroVAX FPU coprocesador 78132-GA.

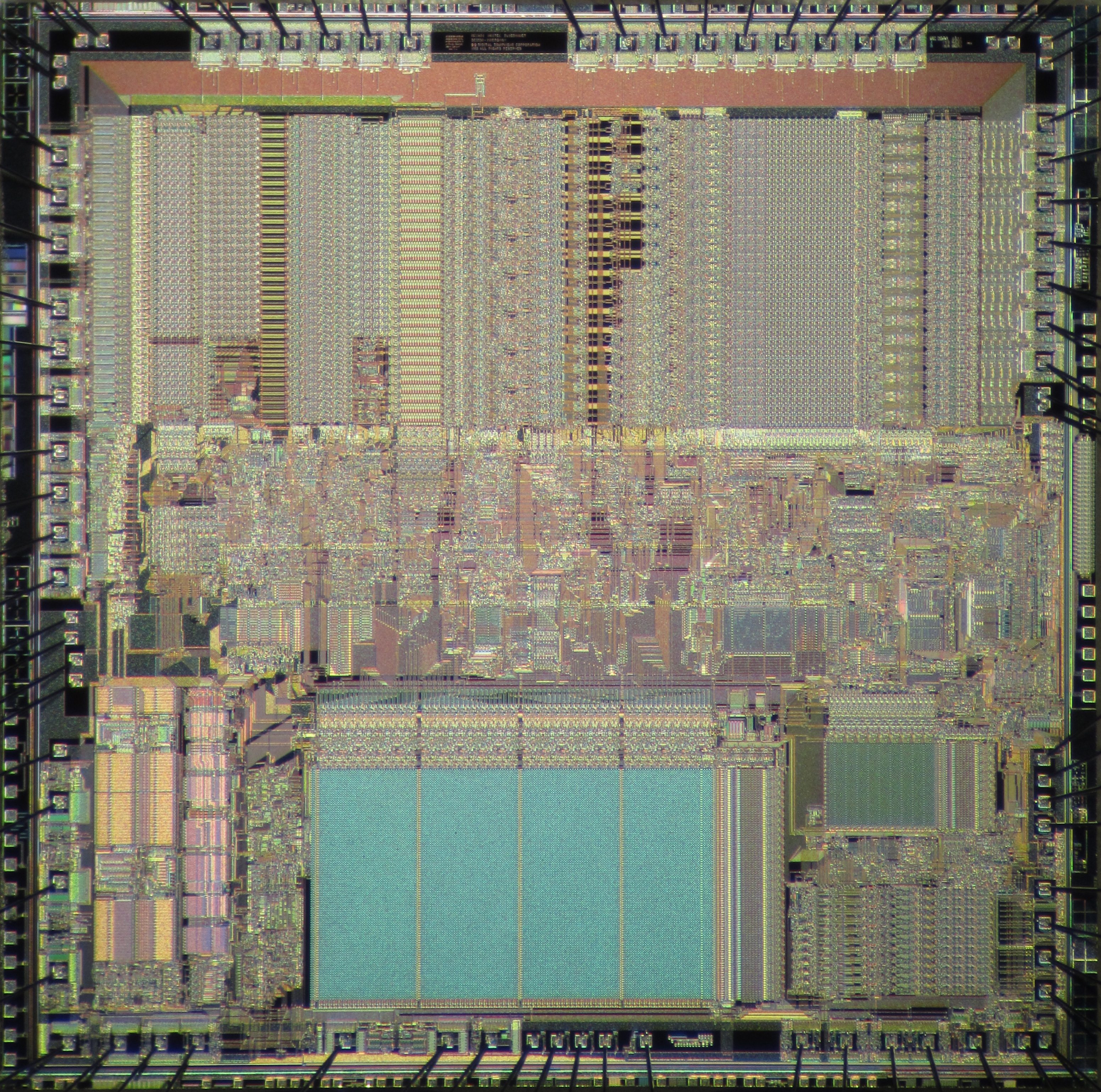
DEC MicroVAX procesador CPU 78032-GD.

El MicroVAX II, nombre en clave "Mayflower", fue un MicroVAX de gama media presentado en mayo de 1985 y lanzado poco después.

Usaba el sistema operativo VAX/VMS o el ULTRIX, la versión nativa de DEC del sistema operativo Unix.
Tenía el módulo CPU KA630-AA, con el módulo Q22-Bus, y el microprocesador MicroVAX 78032 y el coprocesador de coma flotante MicroVAX 78132 a 5 MHz (200 ns cada ciclo).
El MicroVAX II soportaba una memoria de 1 a 16 MB. El módulo de expansión de memoria MS630 tenía cuatro variantes: 1 MB MS630-AA, 2 MB MS630-BA, 4 MB MS630-BB y 8MB MS630-CA. Usaban 256 Kb DRAMs y estaban protegidas por paridad de byte. Los módulos se conectaban a la CPU mediante una placa a través de las filas C y D y un cable de cinta como bus de datos.
El MicroVAX II tenía 3 modelos de carcasa:
- BA23
- BA123
- 630QE

### Precios
| Modelo                                                                      | Precio en 1985 | Precio actualizado a 2019 |
| --------------------------------------------------------------------------- | -------------- | ------------------------- |
| MicroVAX II: Un usuario, 2MB RAM, unidad de disco 31MB                      | 18 840         | 45 035                    |
| MicroVAX II: 16 usuarios, 5MB RAM, unidad de disco 213MB, unidad cinta TK50 | 43 780         | 104 652                   |
| Sistema operativo MicroVMS y documentación, licencia para 2 usuarios        | 2000+1000      | 4781+1390                 |
| Unidad CDROM                                                                | 2195           | 5247                      |
| Unidad de cinta TK50 (95MB)                                                 | 3450           | 8247                      |
| Unidad de disco RD53 (71MB)                                                 | 3350           | 8008                      |

### KA620
KA620 era un ordenador en una placa MicroVAX II diseñado para aplicaciones de fabricación y test automatizados, que funcionaba solo con el sistema operativo VAXELN. Un KA620 con 1 MB de memoria y el sistema operativo VAXELN Run-Time Package 2.3 costaba 5000 USD.

### Mira

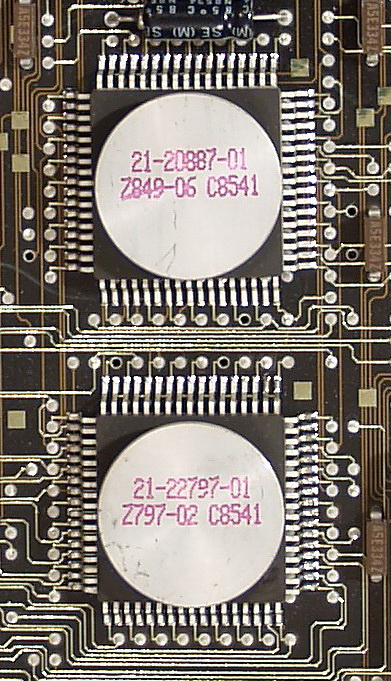
MicroVAX microprocesador 78032 (arriba) y FPU 78132 (abajo).

Mira es una configuración tolerante de fallos del MicroVAX II desarrollado por el European Centre for Special Systems de DEC ubicado en Annecy, Francia. El sistema tenía dos microprocesadores MicroVAX 78032, uno activo y otro en espera (standby), conectados por Ethernet y controlados por un interruptor de software.
Cuando se detectaba un fallo en el microprocesador activo, el trabajo se trasladaba al microprocesador en espera.

### Industrial VAX 630
Un MicroVAX II en una carcasa BA213.

### MicroVAX III
Carcasa BA23 o BA123 con un MicroVAX ampliado con un módulo de CPU KA650 conteniendo un chip CVAX.

#### MicroVAX III+
Carcasa BA23 o BA123 con un MicroVAX ampliado con un módulo de CPU KA655.

### VAX 4
Carcasa BA23 o BA123 con un MicroVAX ampliado con un módulo de CPU KA660.

## MicroVAX 2000
El MicroVAX 2000, nombre en clave "TeamMate", era un MicroVAX de bajo coste presentado el 10 de febrero de 1987.
En enero de 1987, el MicroVAX 2000 fue el primer sistema VAX orientado a las universidades y a programadores que querían trabajar remotamente.
El MicroVAX 2000 usaba el mismo microprocesador y coprocesador de coma flotante que el MicroVAX II, pero con las funcionalidades reducidas para reducir el precio. Las limitaciones eran: capacidad máxima de memoria de 14 MB contra 16 MB en los sistemas MicroVAX II y carencia del bus Q-Bus o de otros buses de expansión. El sistema podía tener dos unidades de disco Winchester y una unidad de disco flexible de 5.25 pulgadas para actualización de software y copias de seguridad. Los sistemas operativos soportados eran VMS y ULTRIX. Su tamaño reducido le permitía colocarlo sobre una mesa.

## MicroVAX 3100 Series

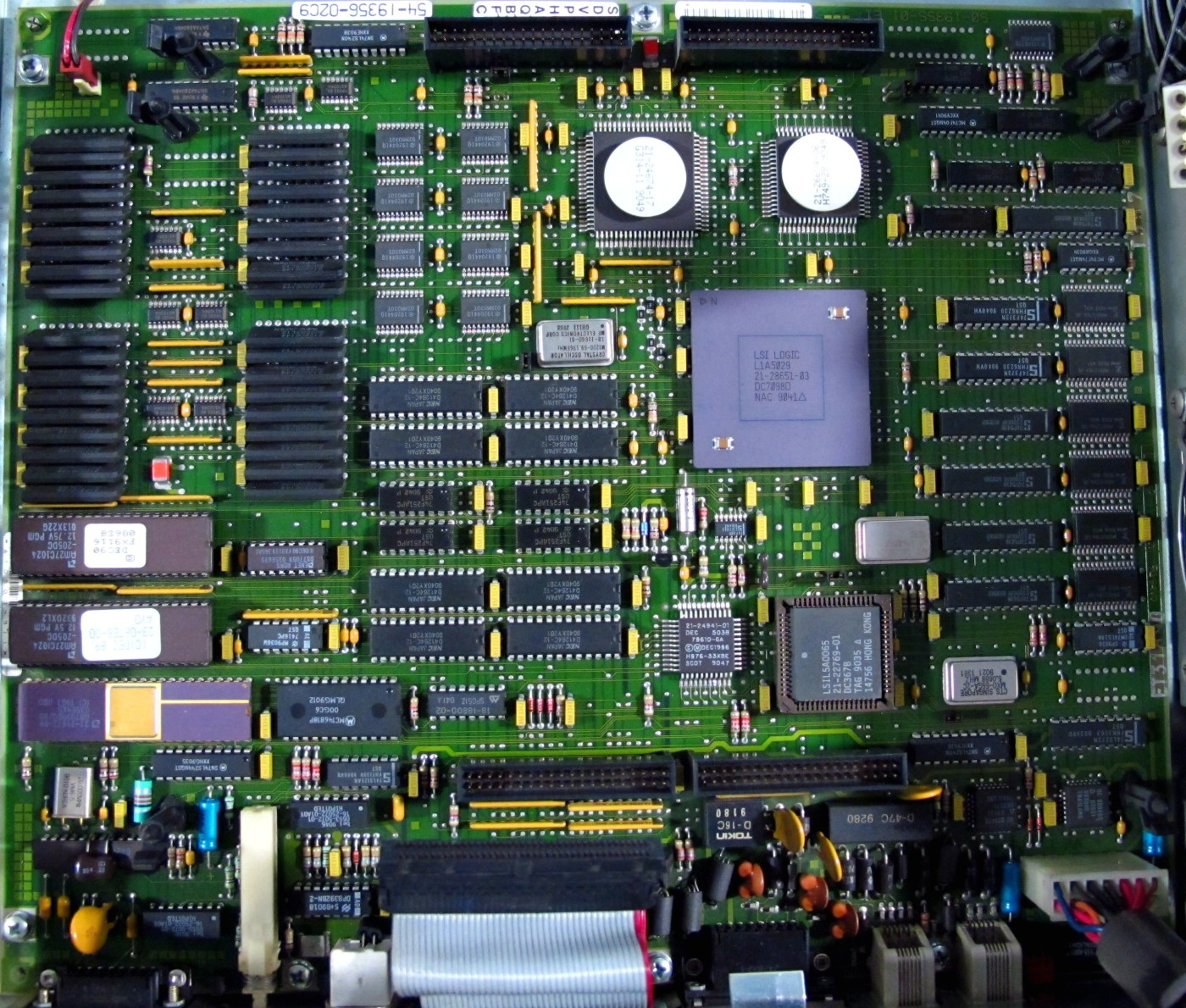
Placa madre microVAX 3100.

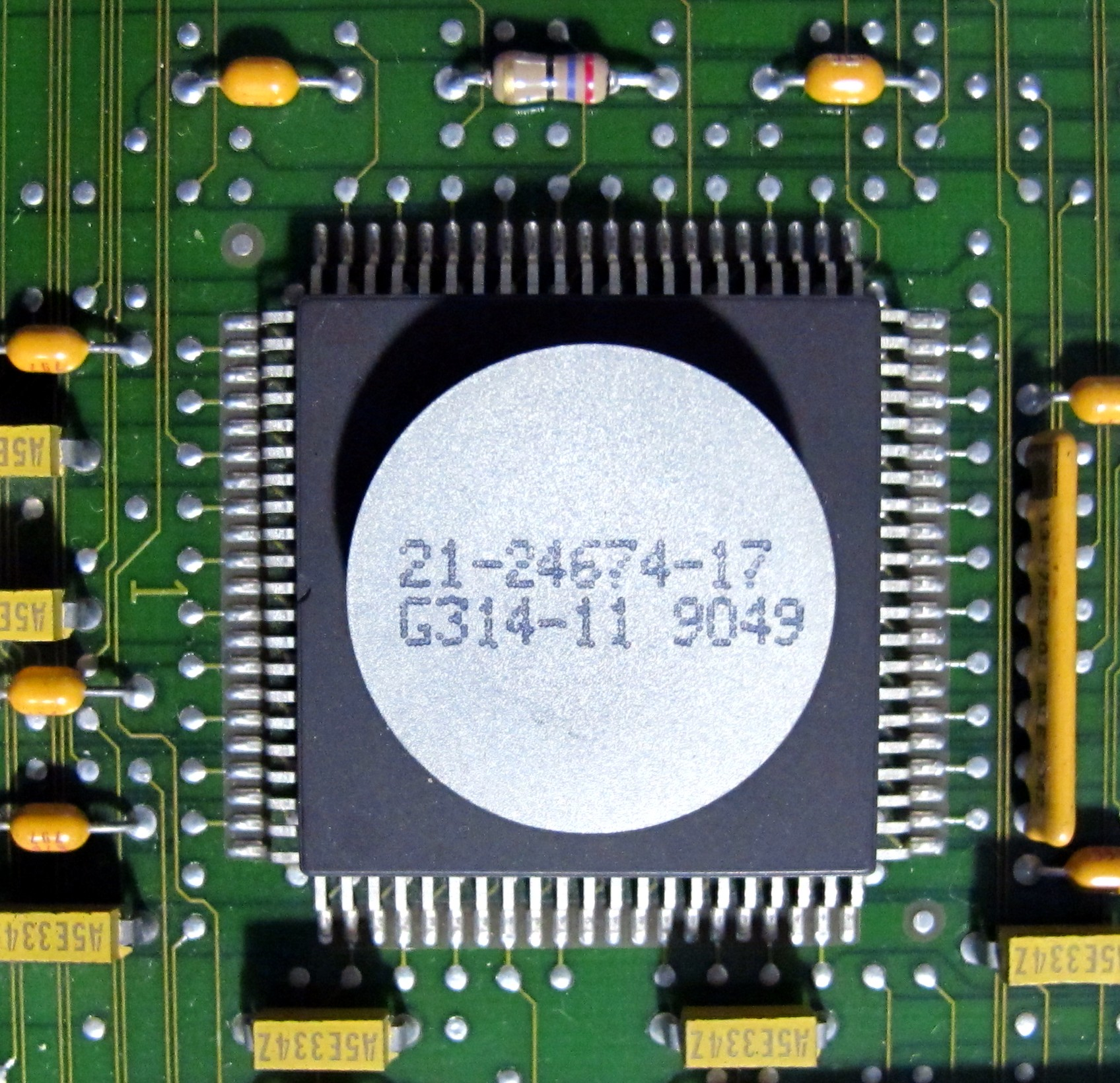
DEC CPU CVAX 21-24674-17 usada en un MicroVAX 3100.

El MicroVAX 3100 Series fue presentado en 1987. Estos sistemas tenían un tamaño para colocarlos sobre mesas.
MicroVAX 3100 Model 10
Teammate II
KA41-A, CVAX, 11.11 MHz (90 ns)
MicroVAX 3100 Model 10e
Teammate II
KA41-D, CVAX+, 16.67 MHz (60 ns)
32 MB de memoria máxima.
MicroVAX 3100 Model 20
Teammate II
KA41-A, CVAX, 11.11 MHz (90 ns)
Un modelo 10 en una carcasa mayor.
MicroVAX 3100 Model 20e
Teammate II
KA41-D, CVAX+, 16.67 MHz (60 ns)
Un modelo 10e en una carcasa mayor.
MicroVAX 3100 Model 30
Waverley/S
Modelo básico, desarrollado en Ayr, Escocia, Reino Unido.
Presentado: 12 de octubre de 1993
KA45, SOC, 25 MHz (40 ns)
32 MB de memoria máxima.
MicroVAX 3100 Model 40
Waverley/S
Modelo básico, desarrollado en Ayr, Escocia, Reino Unido.
Presentado: 12 de octubre de 1993: KA45, SOC, 25 MHz (40 ns)
8 to 32 MB de memoria.
Un modelo 30 en una carcasa mayor.
MicroVAX 3100 Model 80
Waverley/M
Modelo básico, desarrollado en Ayr, Escocia, Reino Unido.
Introduced: 12 de octubre de 1993
KA47, Mariah, 50 MHz (20 ns), 256 KB de caché externa.
72 MB de memoria máxima.
MicroVAX 3100 Model 85
Waverley/M+
Presentado: agosto de 1994
KA55, NVAX, 62.5 MHz (16 ns), 128 KB de caché externa.
16 a 128 MB de memoria.
MicroVAX 3100 Model 88
Waverley/M+
Presentado: 8 de octubre de 1996: Ûltima fecha de pedido: 30 de septiembre de 2000
Última entrega: 31 de diciembre de 2000
KA58, NVAX, 62.5 MHz (16 ns), 128 KB de caché externa.
64 a 512 MB de memoria.
MicroVAX 3100 Model 90
Cheetah
Presentado: 12 de octubre de 1993: Identical to the VAX 4000 Model 100, but uses SCSI instead of DSSI
KA50, NVAX, 72 MHz (14 ns), 128 KB de caché externa.
128 MB de memoria máxima.
MicroVAX 3100 Model 95
Cheetah+
Presentado: 12 de abril de 1994: Processor: KA51, NVAX, 83.34 MHz (12 ns), 512 KB external cache.
MicroVAX 3100 Model 96
Cheetah++
KA56, NVAX, 100 MHz (10 ns)
16 a 128 MB de memoria máxima.;MicroVAX 3100 Model 98
Cheetah++
Presentado: 8 de octubre de 1996
Ûltima fecha de pedido: 30 de septiembre de 2000
Ûltima fecha de entrega: 31 de diciembre de 2000
KA59, NVAX, 100 MHz (10 ns), 512 KB de memoria caché.
InfoServer 100/150/1000Servidor de propósito general (disco, CD-ROM, cinta y Protocolo de Operaciones de Mantenimiento) relacionado con el MicroVAX 3100 Model 10, con firmware a medida y CPU KA41-C .

## Mayfair

### MicroVAX 3500 y MicroVAX 3600
El MicroVAX 3500 y el MicroVAX 3600, nombre en clave "Mayfair", fueron presentados en septiembre de 1987 para ser el complemento de alta gama a la familia MicroVAX. Tenían tres veces más potencia que el MicroVAX II y soportaban 32 MB ECC de memoria principal (el doble que el MicroVAX II). Las mejoras de prestaciones sobre el MicroVAX II eran resultado del aumento de la frecuencia del reloj del chip CVAX, que operaba a 11.11 MHz (90 ns cada ciclo), y una arquitectura de escritura a dos niveles a través de caché. Usaba el módulo CPU KA650.

### MicroVAX 3300 y MicroVAX 3400

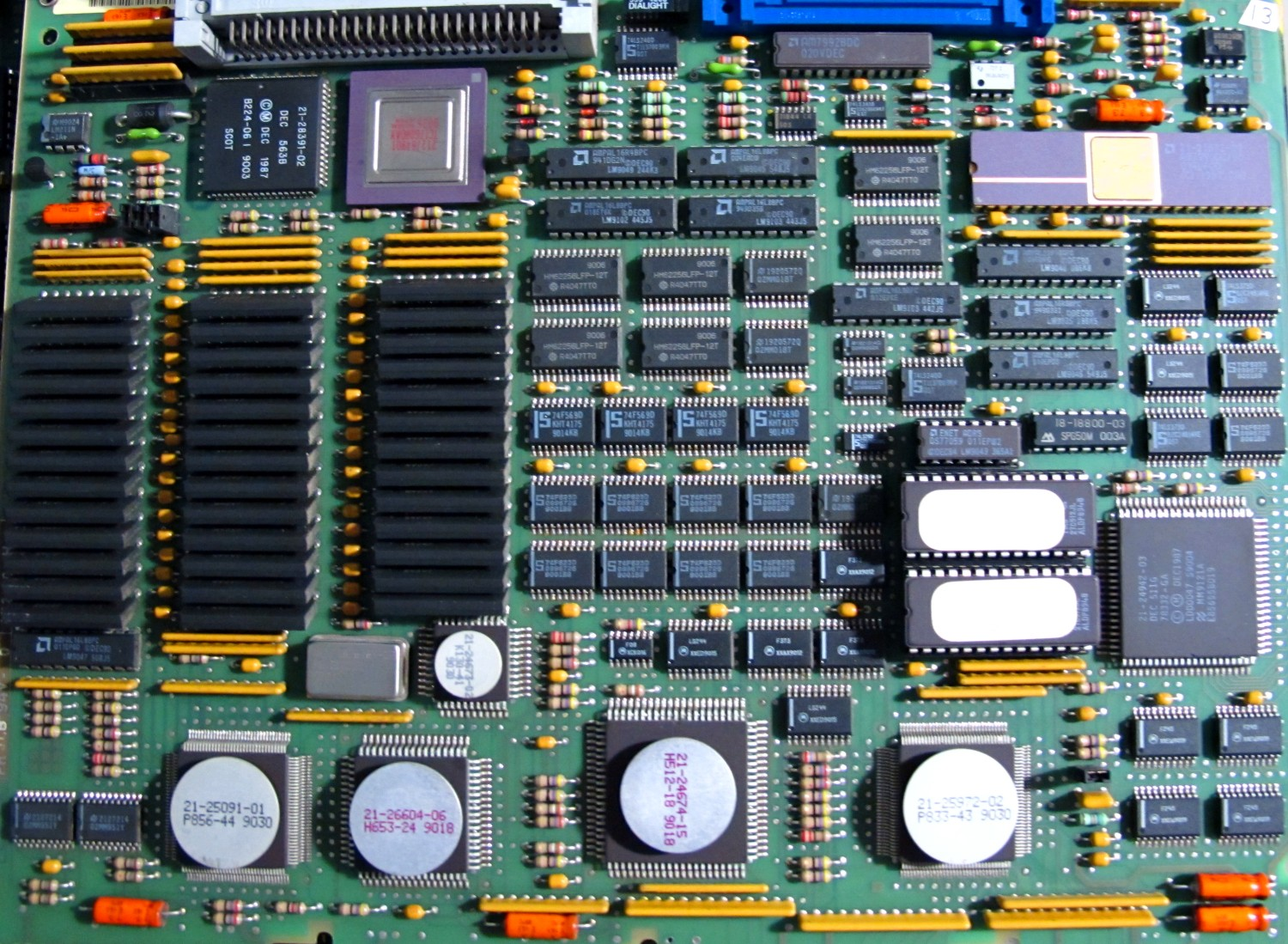
Placa madre MicroVAX 3400.

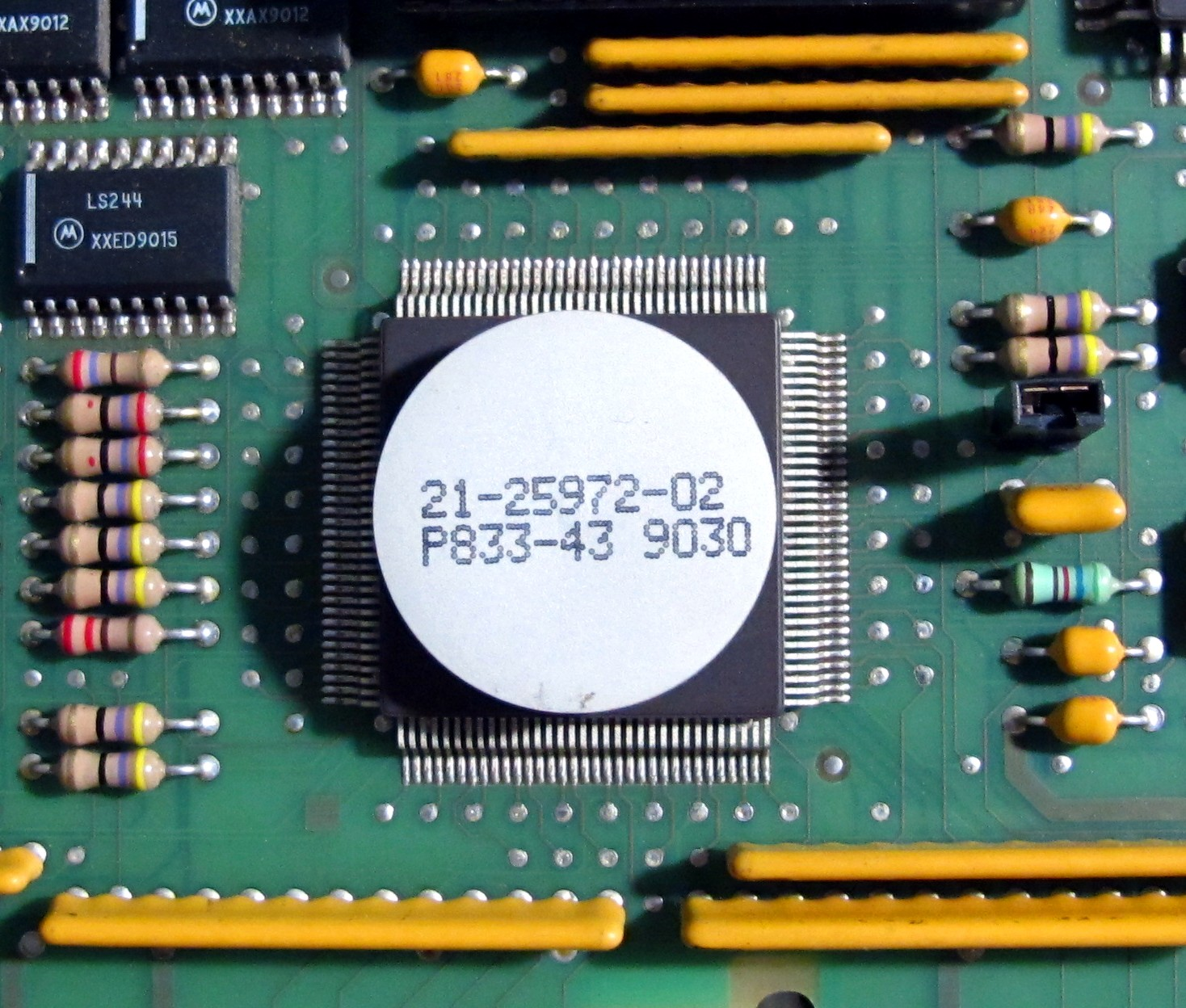
DEC controlador de bus DC527 21-25972-02 usado en un MicroVAX 3400.

El MicroVAX 3300 y MicroVAX 3400, nombre en clave Mayfair II, eran servidores de gama media-baja presentados el 19 de octubre de 1988 con la intención de competir con el IBM AS/400. Usaban el módulo CPU KA640.

### MicroVAX 3800 y MicroVAX 3900
El MicroVAX 3800 y el MicroVAX 3900, nombre en clave "Mayfair III", fueron presentados en abril de 1989.
Eran modelos de alta gama en la familia MicroVAX, que sustituían a los MicroVAX 3500 y MicroVAX 3600, y pretendían competir con el IBM AS/400. En su presentación el precio del MicroVAX 3800 era 81 000 USD y del MicroVAX 3900 era 120 200 USD.
 La variante del MicroVAX 3800, el rtVAX 3800, estaba dirigida a aplicaciones de computación en tiempo real como la fabricación por ordenador (computer-aided manufacturing). Estos sistemas usaban el módulo CPU KA655 CPU, que contenía un reloj 16.67 MHz (60 ns cada ciclo) en el chip CVAX. Soportaban hasta 64 MB de memoria.

## Sistemas operativos
VAX/VMS era el sistema operativo nativo para la serie MicroVAX, aunque versiones anteriores requerían una versión especial designada MicroVMS.

### MicroVMS
MicroVMS fue, durante un tiempo, un producto diferenciado con sus propios manuales, que afrontaban los problemas técnicos comenzando por la limitación impuesta por lo que cabría en un disco de sistema de 10 MB. Algunos de los homólogos de MicroVMS diferían ligeramente de sus hermanos VMS, como por ejemplo al usar el término «$TAPE1:» en lugar de «$MUA1:».
La colocación de precios también fue un problema. Las licencias de software MicroVAX tenían códigos diferentes. Entre las versiones estaban 1.0, 4.2, 4.4, 5.3.

#### Medio de distribución
El único medio de distribución disponible era el disco flexible de 400 KB RX50 hasta que en la versión 4.4, se añadió una opción para la cinta digital TK50. Para el VMS 5.0, se terminó la bifurcación MicroVMS/VMS.

## Huevo de Pascua
Muchos diseñadores de circuitos integrados (chips) incluyen elementos gráficos llamados «chip art», que incluyen imágenes, frases, iniciales de desarrolladores, logos y más. Este arte, como el resto del chip, se reproduce en cada copia por litografía y grabado. Solo se hace visible cuando se abre el chip y se examina con un microscopio. Se le considera un huevo de Pascua.

Reproducción del mensaje en ruso en un microprocesador CVAX usado en los MicroVAX 3000 y 6200.

A mediados de la década de 1980 en un laboratorio de Kombinat Mikroelektronik Erfurt del Ministerio de Interior de la antigua República Democrática Alemana (RDA) se descubrió un mensaje dentro de un microprocesador DEC cuando estaban analizando el chip. Estaba escrito en el nivel de metalización, que sirve para conectar los distintos componentes individuales en un circuito integrado. Como ese nivel no está arriba, el texto solo se podía encontrar cuando se retiraba capa a capa para entender la tecnología de fabricación mediante ingeniería inversa.
La foto original del texto está en algunos archivos de la Stasi (BStU, Ast. Erfurt, Abt. XVIII, Bd. 13, Bl. 70).
El microchip CVAX de la CPU MicroVAX contenía grabada la frase en alfabeto cirílico:

‘СВАКС… Когда вы забатите довольно воровать настоящий лучший.‘
‘VAX: Cuando te importa lo bastante como para robar lo mejor.’

Los ingenieros de DEC intentaron copiar el eslogan de las tarjetas Hallmark que decía:

‘When you care enough to send the very best.‘
‘Cuando te importa lo bastante como para mandar lo mejor.’

y lo cambiaron a:

‘VAX: When you care enough to steal the very best.‘
‘VAX: Cuando te importa lo bastante como para robar lo mejor.’

En 1983, una fuente de inteligencia comunicó a DEC que un ordenador VAX-11/780 que estaba operando en un complejo de misiles soviéticos SS-20 tenía escrita esa frase sobre la carcasa.
Sabiendo que algunos CVAX terminarían en la Unión Soviética, a pesar de la prohibición sobre su venta, DEC decidió incluir la frase para que los soviéticos supieran que estaban pensando en ellos cuando trataran de copiar el microprocesador con técnicas de ingeniería inversa.
La traducción al ruso es bastante mala y probablemente fue hecha palabra a palabra usando un diccionario.